# Giro del Lussemburgo 2001
Il Giro del Lussemburgo 2001, sessantacinquesima edizione della corsa, si svolse dal 14 al 17 giugno su un percorso di 685 km ripartiti in 5 tappe, con partenza a Echternach e arrivo a Diekirch. Fu vinto dal danese Jørgen Bo Petersen del Team Fakta davanti al lettone Raivis Belohvošciks e allo statunitense Fred Rodriguez.

## Tappe
| Tappa  | Data      | Percorso                                      | km   | Vincitore di tappa  | Leader cl. generale |
| ------ | --------- | --------------------------------------------- | ---- | ------------------- | ------------------- |
| 1ª     | 14 giugno | Echternach > Dippach                          | 182  | Fred Rodriguez      | Fred Rodriguez      |
| 2ª     | 15 giugno | Wormeldange > Beckerich                       | 214  | Jaan Kirsipuu       | Fred Rodriguez      |
| 3ª     | 16 giugno | Dudelange > Lussemburgo                       | 102  | Kim Kirchen         | Jørgen Bo Petersen  |
| 4ª     | 16 giugno | Bettembourg > Bettembourg (cron. individuale) | 14,5 | Raivis Belohvošciks | Jørgen Bo Petersen  |
| 5ª     | 17 giugno | Wiltz > Diekirch                              | 172  | Fabio Baldato       | Jørgen Bo Petersen  |
| Totale | Totale    | Totale                                        | 685  |                     |                     |

## Dettagli delle tappe

### 1ª tappa
- 14 giugno: Echternach > Dippach – 182 km

| Pos. | Corridore      | Squadra       | Tempo    |
| ---- | -------------- | ------------- | -------- |
| 1    | Fred Rodriguez | Domo          | 4h26'22" |
| 2    | Eddy Lembo     | Jean Delatour | s.t.     |
| 3    | Jens Heppner   | Telekom       | s.t.     |

| Pos. | Corridore      | Squadra       | Tempo    |
| ---- | -------------- | ------------- | -------- |
| 1    | Fred Rodriguez | Domo          | 4h26'12" |
| 2    | Eddy Lembo     | Jean Delatour | a 4"     |
| 3    | Jens Heppner   | Telekom       | a 6"     |

### 2ª tappa
- 15 giugno: Wormeldange > Beckerich – 214 km

| Pos. | Corridore           | Squadra       | Tempo    |
| ---- | ------------------- | ------------- | -------- |
| 1    | Jaan Kirsipuu       | AG2R          | 5h17'47" |
| 2    | Alessandro Petacchi | Fassa Bortolo | a 1"     |
| 3    | Robbie McEwen       | Domo          | s.t.     |

| Pos. | Corridore        | Squadra       | Tempo    |
| ---- | ---------------- | ------------- | -------- |
| 1    | Fred Rodriguez   | Domo          | 9h43'54" |
| 2    | Eddy Lembo       | Jean Delatour | a 9"     |
| 3    | Ivajlo Gabrovski | Jean Delatour | a 11"    |

### 3ª tappa
- 16 giugno: Dudelange > Lussemburgo – 102 km

| Pos. | Corridore      | Squadra         | Tempo    |
| ---- | -------------- | --------------- | -------- |
| 1    | Kim Kirchen    | Fassa Bortolo   | 2h11'49" |
| 2    | Jan van Velzen | Bankgiroloterij | a 3"     |
| 3    | Tony Bracke    | Collstrop       | a 7"     |

| Pos. | Corridore          | Squadra       | Tempo     |
| ---- | ------------------ | ------------- | --------- |
| 1    | Jørgen Bo Petersen | Fakta         | 11h56'09" |
| 2    | Fred Rodriguez     | Domo          | a 14"     |
| 3    | Eddy Lembo         | Jean Delatour | a 23"     |

### 4ª tappa
- 16 giugno: Bettembourg > Bettembourg (cron. individuale) – 14,5 km

| Pos. | Corridore           | Squadra         | Tempo  |
| ---- | ------------------- | --------------- | ------ |
| 1    | Raivis Belohvošciks | Lampre-Daikin   | 17'24" |
| 2    | Sergej Ivanov       | Fassa Bortolo   | a 13"  |
| 3    | Bart Voskamp        | Bankgiroloterij | a 18"  |

| Pos. | Corridore           | Squadra       | Tempo     |
| ---- | ------------------- | ------------- | --------- |
| 1    | Jørgen Bo Petersen  | Fakta         | 12h13'51" |
| 2    | Raivis Belohvošciks | Lampre-Daikin | a 12"     |
| 3    | Fred Rodriguez      | Domo          | a 35"     |

### 5ª tappa
- 17 giugno: Wiltz > Diekirch – 172 km

| Pos. | Corridore     | Squadra         | Tempo    |
| ---- | ------------- | --------------- | -------- |
| 1    | Fabio Baldato | Fassa Bortolo   | 4h22'28" |
| 2    | Bart Voskamp  | Bankgiroloterij | s.t.     |
| 3    | Kim Kirchen   | Fassa Bortolo   | s.t.     |

| Pos. | Corridore           | Squadra       | Tempo     |
| ---- | ------------------- | ------------- | --------- |
| 1    | Jørgen Bo Petersen  | Fakta         | 16h37'04" |
| 2    | Raivis Belohvošciks | Lampre-Daikin | a 12"     |
| 3    | Fred Rodriguez      | Domo          | a 35"     |

## Classifiche finali

### Classifica generale
| Pos. | Corridore           | Squadra                   | Tempo     |
| ---- | ------------------- | ------------------------- | --------- |
| 1    | Jørgen Bo Petersen  | Team Fakta                | 16h37'04" |
| 2    | Raivis Belohvošciks | Lampre-Daikin             | a 12"     |
| 3    | Fred Rodriguez      | Domo-Farm Frites          | a 35"     |
| 4    | Benoît Joachim      | US Postal Service         | a 51"     |
| 5    | Ivajlo Gabrovski    | Jean Delatour             | a 55"     |
| 6    | Corey Sweet         | Bankgiroloterij-Batavus   | a 57"     |
| 7    | Steffen Kjærgaard   | US Postal Service         | a 58"     |
| 8    | Rolf Aldag          | Team Deutsche Telekom-ARD | a 1'07"   |
| 9    | Sergej Ivanov       | Fassa Bortolo             | s.t.      |
| 10   | Marcel Duijn        | Rabobank                  | a 1'09"   |